# 청주 현암사 석조여래좌상
청주 현암사 석조여래좌상은 충청북도 청주시 서원구 현도면, 현앙사에 있는 불상이다. 2015년 4월 17일 청주시의 향토유적 제68호로 지정되었다.

## 개요
청주지역 불교문화를 연구하는대 귀중한 자료이다.